# Sidney Govou
Sidney Govou (Le Puy-en-Velay, 27 luglio 1979) è un ex calciatore francese, di ruolo attaccante, vicecampione del mondo con la nazionale francese al campionato del mondo 2006.

## Carriera

### Club
Govou è sempre stato in ritardo nel mondo sportivo: finisce infatti di studiare a un'età relativamente tarda, entra delle giovanili del Lione solo a 17 anni. Il suo debutto nel calcio professionistico risale al 15 gennaio 2000 nel campionato francese in Auxerre - Lione: 2-0; ma la consacrazione arriva nella partita di Champions League contro il Bayern Monaco, nella quale segna due gol. Contribuirà al secondo posto finale del Lione in Ligue 1 tanto da vincere il premio di Giovane calciatore dell'anno in Ligue 1.
Govou è stato spesso criticato per la sua mancanza di freddezza in zona gol, motivo che lo ha portato a giocare come ala piuttosto che come prima punta. Inoltre il suo ruolo offensivo non gli impedisce di essere fondamentale nel recupero del possesso palla, questo grazie anche alle sue grandi capacità atletiche.
Durante la stagione 2004-2005 l'allenatore Paul Le Guen, a causa della lunga assenza per infortunio del capitano Caçapa, gli consegna la fascia di capitano. Questa scelta era motivata soprattutto dalla grande fedeltà dimostrata da Govou nei confronti della squadra. Nelle ultime stagioni infatti si erano ripetute numerose voci che lo vedevano pronto per partire verso una squadra estera.
Le difficoltà tra Govou e il Lione iniziano nella stagione 2009-2010, Govou colleziona infatti 30 presenze (22 dall'inizio) segnando però solo 2 gol e distribuendo solo 2 assist concludendo il campionato con il Lione in seconda posizione dietro al Marsiglia. Nel novembre del 2009 segna contro il Marsiglia un gol memorabile al portiere Steve Mandanda dopo aver corso per tutto il campo, portando il Lione sul 2-1 (5-5 il risultato finale) in una partita che passerà alla storia.
Con il Lione Govou ha conquistato per 7 anni consecutivi (dal 2002 al 2008) la Ligue 1. diventando anche un perno fondamentale della Francia (43 presenze e 10 gol).
Il 3 luglio 2010 viene ufficializzato il suo passaggio al Panathīnaïkos, con cui firma un contratto da 1,5 milioni di euro all'anno e dove trova i connazionali Djibril Cissé e Jean-Alain Boumsong. Segna il primo gol con il club greco in Champions League contro il Barcellona. Il gol però non sarà sufficiente per vincere, i catalani vinceranno infatti 5-1. Il 2 luglio 2011 rescinde consensualmente il contratto che lo legava al Panathinaikos fino al 30 giugno 2013. Alla base del suo addio ci sarebbero stati i problemi economici in cui versava il club, motivi per i quali ha lasciato il Panathinaikos anche Cissè ed è stato vicino all'addio Boumsong. Durante la sua esperienza con il Panathinaikos è stato multato due volte per "attività a tarda notte". Con la squadra greca Govou ha totalizzato complessivamente 23 presenze e 3 gol.
Il 5 luglio 2011 torna in patria firmando un contratto biennale con l'Évian TG. Ha fatto il suo debutto con la squadra francese nel 2-2 contro il Brest permettendole di guadagnare il suo primo punto di sempre in Ligue 1.
Dopo essere svincolato dall'Évian, è stato ingaggiato dalla squadra delle riserve del Lione, facendo così ritorno al club nel quale ha giocato dal 1999 al 2010.
Il 27 gennaio 2014 è stato ingaggiato dalla squadra dilettantistica del Monts d'Or Azergues, nella quale ritrova l'ex compagno di nazionale Ludovic Giuly.
Il 1º giugno 2015 viene ingaggiato dal Miami City, club militante nella USL Premier Development League, il quarto livello del campionato statunitense di calcio.
Il 3 agosto 2015, Govou torna in Francia firmando per il Limonest, militante nel Championnat National 3. Dopo aver rescisso con il club a fine stagione, ha deciso di ritornare per la stagione 2016-2017.
Si ritirerà dal calcio giocato il 1º luglio 2017.

### Nazionale
Partecipò alla Confederations Cup 2003 segnando un gol alla Colombia, venendo poi convocato per l'Europeo 2004 in sostituzione dell'infortunato Giuly. Fece quindi parte della spedizione transalpina per i Mondiali 2006, rimpiazzando in tal caso Djibril Cissé.
Il 6 settembre 2006 — nel corso delle qualificazioni all'Europeo 2008 — realizzò una doppietta nel 3-1 all'Italia, da poco laureatasi campione del mondo. Presente infine ai Mondiali 2010, abbandonò l'attività internazionale dopo la rassegna iridata.

## Statistiche

### Presenze e reti nei club
Statistiche aggiornate al 30 giugno 2015.
| Stagione                | Squadra                 | Campionato              | Campionato | Campionato | Coppe nazionali | Coppe nazionali | Coppe nazionali | Coppe continentali | Coppe continentali | Coppe continentali | Altre coppe | Altre coppe | Altre coppe | Totale | Totale |
| Stagione                | Squadra                 | Comp                    | Pres       | Reti       | Comp            | Pres            | Reti            | Comp               | Pres               | Reti               | Comp        | Pres        | Reti        | Pres   | Reti   |
| ----------------------- | ----------------------- | ----------------------- | ---------- | ---------- | --------------- | --------------- | --------------- | ------------------ | ------------------ | ------------------ | ----------- | ----------- | ----------- | ------ | ------ |
| 1999-2000               | O. Lione                | D1                      | 4          | 0          | CF+CdL          | 3+0             | 2               | UCL+CU             | 0                  | 0                  | -           | -           | -           | 7      | 2      |
| 2000-2001               | O. Lione                | D1                      | 28         | 5          | CF+CdL          | 4+4             | 1+1             | UCL                | 8                  | 2                  | -           | -           | -           | 44     | 9      |
| 2001-2002               | O. Lione                | D1                      | 29         | 10         | CF+CdL          | 1+2             | 0               | UCL+CU             | 6+3                | 2+1                | -           | -           | -           | 41     | 13     |
| 2002-2003               | O. Lione                | L1                      | 29         | 7          | CF+CdL          | 1+1             | 0+2             | UCL+CU             | 4+1                | 2+0                | SF          | 1           | 3           | 37     | 14     |
| 2003-2004               | O. Lione                | L1                      | 26         | 3          | CF+CdL          | 3+1             | 2+0             | UCL                | 9                  | 0                  | SF          | 0           | 0           | 39     | 5      |
| 2004-2005               | O. Lione                | L1                      | 36         | 8          | CF+CdL          | 2+1             | 0               | UCL                | 9                  | 0                  | SF          | 1           | 0           | 49     | 8      |
| 2005-2006               | O. Lione                | L1                      | 35         | 5          | CF+CdL          | 3+1             | 1+1             | UCL                | 7                  | 1                  | SF          | 1           | 0           | 47     | 8      |
| 2006-2007               | O. Lione                | L1                      | 28         | 1          | CF+CdL          | 2+4             | 1+1             | UCL                | 5                  | 0                  | SF          | 0           | 0           | 39     | 3      |
| 2007-2008               | O. Lione                | L1                      | 32         | 7          | CF+CdL          | 4+1             | 1+0             | UCL                | 8                  | 1                  | SF          | 1           | 1           | 46     | 10     |
| 2008-2009               | O. Lione                | L1                      | 15         | 1          | CF+CdL          | 0               | 0               | UCL                | 4                  | 1                  | SF          | 1           | 0           | 20     | 2      |
| 2009-2010               | O. Lione                | L1                      | 30         | 2          | CF+CdL          | 1+1             | 0               | UCL                | 11                 | 1                  | -           | -           | -           | 43     | 3      |
| Totale O. Lione         | Totale O. Lione         | Totale O. Lione         | 292        | 49         |                 | 40              | 13              |                    | 75                 | 11                 |             | 5           | 4           | 412    | 77     |
| 2010-2011               | Real Sociedad           | SL                      | 18+2       | 1          | CG              | 2               | 1               | UCL                | 2                  | 1                  | -           | -           | -           | 24     | 3      |
| 2011-2012               | Évian TG                | L1                      | 18         | 1          | CF+CdL          | 3+1             | 1+0             | -                  | -                  | -                  | -           | -           | -           | 22     | 2      |
| 2012-2013               | Évian TG                | L1                      | 18         | 0          | CF+CdL          | 2+1             | 0               | -                  | -                  | -                  | -           | -           | -           | 21     | 0      |
| Totale Évian            | Totale Évian            | Totale Évian            | 36         | 1          |                 | 7               | 1               |                    | -                  | -                  |             | -           | -           | 43     | 2      |
| gen.-giu. 2014          | Monts d'Or Azer.        | CFA                     | 13         | 0          | CF+CdL          | -               | -               | -                  | -                  | -                  | -           | -           | -           | 13     | 0      |
| 2014-2015               | Monts d'Or Azer.        | CFA                     | 16         | 0          | CF+CdL          | 2+0             | 2               | -                  | -                  | -                  | -           | -           | -           | 18     | 2      |
| Totale Monts d'Or Azer. | Totale Monts d'Or Azer. | Totale Monts d'Or Azer. | 29         | 0          |                 | 2               | 2               |                    | -                  | -                  |             | -           | -           | 31     | 2      |
| Totale carriera         | Totale carriera         | Totale carriera         | 375+2      | 51         |                 | 51              | 17              |                    | 77                 | 12                 |             | 5           | 4           | 510    | 84     |

### Cronologia presenze e reti in nazionale
| Cronologia completa delle presenze e delle reti in nazionale ― Francia | Cronologia completa delle presenze e delle reti in nazionale ― Francia | Cronologia completa delle presenze e delle reti in nazionale ― Francia | Cronologia completa delle presenze e delle reti in nazionale ― Francia | Cronologia completa delle presenze e delle reti in nazionale ― Francia | Cronologia completa delle presenze e delle reti in nazionale ― Francia | Cronologia completa delle presenze e delle reti in nazionale ― Francia | Cronologia completa delle presenze e delle reti in nazionale ― Francia |
| Data                                                                   | Città                                                                  | In casa                                                                | Risultato                                                              | Ospiti                                                                 | Competizione                                                           | Reti                                                                   | Note                                                                   |
| ---------------------------------------------------------------------- | ---------------------------------------------------------------------- | ---------------------------------------------------------------------- | ---------------------------------------------------------------------- | ---------------------------------------------------------------------- | ---------------------------------------------------------------------- | ---------------------------------------------------------------------- | ---------------------------------------------------------------------- |
| 21-8-2002                                                              | Radès                                                                  | Tunisia                                                                | 1 – 1                                                                  | Francia                                                                | Amichevole                                                             | -                                                                      | 63’                                                                    |
| 7-9-2002                                                               | Strovolos                                                              | Cipro                                                                  | 1 – 2                                                                  | Francia                                                                | Qual. Euro 2004                                                        | -                                                                      | 70’                                                                    |
| 12-10-2002                                                             | Saint-Denis                                                            | Francia                                                                | 5 – 0                                                                  | Slovenia                                                               | Qual. Euro 2004                                                        | 1                                                                      | 80’                                                                    |
| 29-3-2003                                                              | Lens                                                                   | Francia                                                                | 6 – 0                                                                  | Malta                                                                  | Qual. Euro 2004                                                        | -                                                                      | 74’                                                                    |
| 2-4-2003                                                               | Palermo                                                                | Israele                                                                | 1 – 2                                                                  | Francia                                                                | Qual. Euro 2004                                                        | -                                                                      | 66’                                                                    |
| 18-6-2003                                                              | Lione                                                                  | Francia                                                                | 1 – 0                                                                  | Colombia                                                               | Conf. Cup 2003 - 1º turno                                              | -                                                                      | 77’                                                                    |
| 20-6-2003                                                              | Saint-Étienne                                                          | Francia                                                                | 2 – 1                                                                  | Giappone                                                               | Conf. Cup 2003 - 1º turno                                              | 1                                                                      | 21’                                                                    |
| 26-6-2003                                                              | Saint-Denis                                                            | Francia                                                                | 3 – 2                                                                  | Turchia                                                                | Conf. Cup 2003 - Semifinale                                            | -                                                                      | 66’                                                                    |
| 15-11-2003                                                             | Gelsenkirchen                                                          | Germania                                                               | 0 – 3                                                                  | Francia                                                                | Amichevole                                                             | -                                                                      | 81’                                                                    |
| 18-2-2004                                                              | Bruxelles                                                              | Belgio                                                                 | 0 – 2                                                                  | Francia                                                                | Amichevole                                                             | 1                                                                      | 46’                                                                    |
| 31-3-2004                                                              | Rotterdam                                                              | Paesi Bassi                                                            | 0 – 0                                                                  | Francia                                                                | Amichevole                                                             | -                                                                      | 46’                                                                    |
| 18-8-2004                                                              | Rennes                                                                 | Francia                                                                | 1 – 1                                                                  | Bosnia ed Erzegovina                                                   | Amichevole                                                             | -                                                                      | 46’                                                                    |
| 9-10-2004                                                              | Saint-Denis                                                            | Francia                                                                | 0 – 0                                                                  | Irlanda                                                                | Qual. Mondiali 2006                                                    | -                                                                      | 82’                                                                    |
| 17-11-2004                                                             | Saint-Denis                                                            | Francia                                                                | 0 – 0                                                                  | Polonia                                                                | Amichevole                                                             | -                                                                      | 26’                                                                    |
| 26-3-2005                                                              | Saint-Denis                                                            | Francia                                                                | 0 – 0                                                                  | Svizzera                                                               | Qual. Mondiali 2006                                                    | -                                                                      | 82’                                                                    |
| 31-5-2005                                                              | Longeville-lès-Metz                                                    | Francia                                                                | 2 – 1                                                                  | Ungheria                                                               | Amichevole                                                             | -                                                                      | 59’                                                                    |
| 8-10-2005                                                              | Berna                                                                  | Svizzera                                                               | 1 – 1                                                                  | Francia                                                                | Qual. Mondiali 2006                                                    | -                                                                      | 90+1’                                                                  |
| 12-10-2005                                                             | Saint-Denis                                                            | Francia                                                                | 4 – 0                                                                  | Cipro                                                                  | Qual. Mondiali 2006                                                    | -                                                                      | 90+3’                                                                  |
| 9-11-2005                                                              | Fort-de-France                                                         | Francia                                                                | 3 – 2                                                                  | Costa Rica                                                             | Amichevole                                                             | -                                                                      | 64’                                                                    |
| 23-6-2006                                                              | Colonia                                                                | Togo                                                                   | 0 – 2                                                                  | Francia                                                                | Mondiali 2006 - 1º turno                                               | -                                                                      | 76’                                                                    |
| 27-6-2006                                                              | Hannover                                                               | Spagna                                                                 | 1 – 3                                                                  | Francia                                                                | Mondiali 2006 - Ottavi di finale                                       | -                                                                      | 74’                                                                    |
| 1-7-2006                                                               | Francoforte sul Meno                                                   | Brasile                                                                | 0 – 1                                                                  | Francia                                                                | Mondiali 2006 - Quarti di finale                                       | -                                                                      | 77’                                                                    |
| 5-7-2006                                                               | Monaco di Baviera                                                      | Portogallo                                                             | 0 – 1                                                                  | Francia                                                                | Mondiali 2006 - Semifinale                                             | -                                                                      | 72’                                                                    |
| 2-9-2006                                                               | Tbilisi                                                                | Georgia                                                                | 0 – 3                                                                  | Francia                                                                | Qual. Euro 2008                                                        | -                                                                      | 60’                                                                    |
| 6-9-2006                                                               | Saint-Denis                                                            | Francia                                                                | 3 – 1                                                                  | Italia                                                                 | Qual. Euro 2008                                                        | 2                                                                      | 75’                                                                    |
| 7-2-2007                                                               | Saint-Denis                                                            | Francia                                                                | 0 – 1                                                                  | Argentina                                                              | Amichevole                                                             | -                                                                      | 46’                                                                    |
| 24-3-2007                                                              | Kaunas                                                                 | Lituania                                                               | 0 – 1                                                                  | Francia                                                                | Qual. Euro 2008                                                        | -                                                                      | 62’                                                                    |
| 6-6-2007                                                               | Auxerre                                                                | Francia                                                                | 1 – 0                                                                  | Georgia                                                                | Qual. Euro 2008                                                        | -                                                                      | 90+5’                                                                  |
| 16-11-2007                                                             | Saint-Denis                                                            | Francia                                                                | 2 – 2                                                                  | Marocco                                                                | Amichevole                                                             | 1                                                                      | 75’                                                                    |
| 21-11-2007                                                             | Kiev                                                                   | Ucraina                                                                | 2 – 2                                                                  | Francia                                                                | Qual. Euro 2008                                                        | 1                                                                      | 53’                                                                    |
| 26-3-2008                                                              | Saint-Denis                                                            | Francia                                                                | 1 – 0                                                                  | Inghilterra                                                            | Amichevole                                                             | -                                                                      | 63’                                                                    |
| 31-5-2008                                                              | Tolosa                                                                 | Francia                                                                | 0 – 0                                                                  | Paraguay                                                               | Amichevole                                                             | -                                                                      | 46’                                                                    |
| 13-6-2008                                                              | Berna                                                                  | Paesi Bassi                                                            | 4 – 1                                                                  | Francia                                                                | Euro 2008 - 1º turno                                                   | -                                                                      | 75’                                                                    |
| 17-6-2008                                                              | Zurigo                                                                 | Francia                                                                | 0 – 2                                                                  | Italia                                                                 | Euro 2008 - 1º turno                                                   | -                                                                      | 47’ 66’                                                                |
| 20-8-2008                                                              | Göteborg                                                               | Svezia                                                                 | 2 – 3                                                                  | Francia                                                                | Amichevole                                                             | 2                                                                      |                                                                        |
| 6-9-2008                                                               | Vienna                                                                 | Austria                                                                | 3 – 1                                                                  | Francia                                                                | Qual. Mondiali 2010                                                    | 1                                                                      |                                                                        |
| 10-9-2008                                                              | Saint-Denis                                                            | Francia                                                                | 2 – 1                                                                  | Serbia                                                                 | Qual. Mondiali 2010                                                    | -                                                                      | 82’                                                                    |
| 2-6-2009                                                               | Saint-Étienne                                                          | Francia                                                                | 0 – 1                                                                  | Nigeria                                                                | Amichevole                                                             | -                                                                      | 70’                                                                    |
| 5-6-2009                                                               | Lione                                                                  | Francia                                                                | 1 – 0                                                                  | Turchia                                                                | Amichevole                                                             | -                                                                      | 59’                                                                    |
| 10-10-2009                                                             | Guingamp                                                               | Francia                                                                | 5 – 0                                                                  | Fær Øer                                                                | Qual. Mondiali 2010                                                    | -                                                                      | 61’                                                                    |
| 14-10-2009                                                             | Saint-Denis                                                            | Francia                                                                | 3 – 1                                                                  | Austria                                                                | Qual. Mondiali 2010                                                    | -                                                                      |                                                                        |
| 18-11-2009                                                             | Saint-Denis                                                            | Francia                                                                | 1 – 1 dts                                                              | Irlanda                                                                | Qual. Mondiali 2010                                                    | -                                                                      | 57’ 106’                                                               |
| 3-3-2010                                                               | Saint-Denis                                                            | Francia                                                                | 0 – 2                                                                  | Spagna                                                                 | Amichevole                                                             | -                                                                      | 64’                                                                    |
| 26-5-2010                                                              | Lens                                                                   | Francia                                                                | 2 – 1                                                                  | Costa Rica                                                             | Amichevole                                                             | -                                                                      | 65’                                                                    |
| 30-5-2010                                                              | Radès                                                                  | Tunisia                                                                | 1 – 1                                                                  | Francia                                                                | Amichevole                                                             | -                                                                      | 75’                                                                    |
| 4-6-2010                                                               | Saint-Pierre                                                           | Francia                                                                | 0 – 1                                                                  | Cina                                                                   | Amichevole                                                             | -                                                                      | 71’                                                                    |
| 11-6-2010                                                              | Città del Capo                                                         | Uruguay                                                                | 0 – 0                                                                  | Francia                                                                | Mondiali 2010 - 1º turno                                               | -                                                                      | 85’                                                                    |
| 17-6-2010                                                              | Polokwane                                                              | Francia                                                                | 0 – 2                                                                  | Messico                                                                | Mondiali 2010 - 1º turno                                               | -                                                                      | 69’                                                                    |
| 22-6-2010                                                              | Bloemfontein                                                           | Sudafrica                                                              | 2 – 1                                                                  | Francia                                                                | Mondiali 2010 - 1º turno                                               | -                                                                      | 82’                                                                    |
| Totale                                                                 |                                                                        | Presenze                                                               | 49                                                                     |                                                                        | Reti                                                                   | 10                                                                     |                                                                        |

## Palmarès

### Club
- Coppa di Lega francese: 1

Olympique Lione: 2000-2001
- Campionato francese: 7

Olympique Lione: 2001-2002, 2002-2003, 2003-2004, 2004-2005, 2005-2006, 2006-2007, 2007-2008
- Supercoppa francese: 6

Olympique Lione: 2002, 2003, 2004, 2005, 2006, 2007
- Coppa di Francia: 1

Olympique Lione: 2007-2008

### Nazionale
- Confederations Cup: 1

2003

### Individuale
- Trophées UNFP du football: 1

Miglior giovane della Division 1: 2001
- Miglior giocatore della Supercoppa francese: 1

2007